# Імішлі
Імішлі (азерб. İmişli) — місто в Азербайджані, адміністративний центр Імішлинського району. Розташоване на мільській рівнини, на лівому березі річки Аракс, за 250 км від Баку.

## Історія
Село Імішлі розташовувалось на залізничній магістралі Баку—Єреван. У 1938 році сюди з села Карадонлу було переміщено районний центр. У 1944 році Імішлі отримав статус селища міського типу, а в 1960 — статус міста . У 1989 році за всесоюзним переписом населення в місті проживало 25 715 мешканців , у 2002 — 31 тис., а у 2006 — 31,7 тис.

## Пам’ятки
- Історично-краєзнавчий музей, збудований у національному архітектурному стилі.
- Міський стадіон на 8500 місць, що цілковито відповідає міжнародним стандартам. На ньому проводить домашні ігри футбольний клуб «МКТ-Араз».

## Економіка
У радянські часи в місті розташовувались підприємства харчової промисловості, заводи: з очищення бавовни, залізобетонних виробів. На річці Аракс було зведено Муганську ГЕС. 23 березня 2006 року в районі Імішлі було введено в експлуатацію найкрупніший у Закавказькому регіоні цукровий завод .

## Відомі уродженці
- Ніямеддін Мусаєв — співак, Народний артист Азербайджану.